# Autoportraits d'Edvard Munch
La liste des Autoportraits peints du peintre norvégien Edvard Munch est établie selon le catalogue raisonné de Gerd Woll, publié en 2008. 
La carrière de Munch s'étale de 1880 à 1943. À son décès, 1 006 de ses peintures étaient en sa possession. Il les avait toutes léguées à la ville d'Oslo, lorsqu'il a écrit son testament le 18 avril 1940, juste après l'occupation d'Oslo, en Norvège, par les troupes allemandes.
Munch est mort le 23 janvier 1944 ; tous les tableaux légués sont au musée Munch. 

## Liste des autoportraits
| Image | Titre anglais                                 | Titre français                                       | Technique                           | Dimension (cm) | Année     | Lieu                                                     |
| ----- | --------------------------------------------- | ---------------------------------------------------- | ----------------------------------- | -------------- | --------- | -------------------------------------------------------- |
|       | Self-Portrait                                 | Autoportrait                                         | huile sur toile                     | 26 × 19        | 1882      | Musée Munch, Oslo, Norvège                               |
|       | Self-Portrait                                 | Autoportrait                                         | huile sur toile                     |                | 1882-1883 | Oslo, Norvège                                            |
|       | Self-Portrait                                 | Autoportrait                                         | huile sur toile                     | 33 × 24,5      | 1886      | Galerie nationale d'Oslo, Norvège                        |
|       | Self-Portrait                                 | Autoportrait                                         | huile sur toile                     | 77,5 × 52      | 1888?     | Musée Munch, Oslo, Norvège                               |
|       | Despair                                       | Désespoir                                            | huile sur toile                     |                | 1892      | Musée Munch, Oslo, Norvège                               |
|       | Self-Portrait under the Mask of a Woman       | Autoportrait sous le masque d'une femme              | huile sur toile                     |                | 1893      | Musée Munch, Oslo, Norvège                               |
|       | Self-Portrait with Cigarette                  | Autoportrait avec cigarette                          | huile sur toile                     | 110,5 × 85,5   | 1895      | Galerie nationale d'Oslo, Norvège                        |
|       | Self-Portrait in Hell                         | Autoportrait en enfer                                | huile sur toile                     |                | 1903      | Musée Munch, Oslo, Norvège                               |
|       | Self-Portrait With a Bottle of Wine           | Autoportrait avec une bouteille de vin               | huile sur toile                     | 110 × 120      | 1906      | Musée Munch, Oslo, Norvège                               |
|       | Self-Portrait in Profile                      | Autoportrait de profil                               | huile sur toile                     |                | 1907      | Musée Munch, Oslo, Norvège                               |
|       | The Death of Marat I                          | La Mort de Marat I                                   | huile sur toile                     | 150 × 199      | 1907      | Musée Munch, Oslo, Norvège                               |
|       | The Death of Marat II                         | La Mort de Marat II                                  | huile sur toile                     | 153 × 148      | 1907      | Musée Munch, Oslo, Norvège                               |
|       | Self-Portrait in the Clinic                   | Autoportrait à la clinique                           | huile sur toile                     | 100 × 110      | 1909      | Kunstmuseum de Bergen, Norvège (Collection Rasmus Meyer) |
|       | Self-Portrait with Hat and Red Tie            | Autoportrait avec chapeau et cravate rouge           | huile sur toile                     |                | vers 1915 | Musée Munch, Oslo, Norvège                               |
|       | Self-Portrait in Hat and Coat                 | Autoportrait avec chapeau et manteau                 | huile sur toile                     |                | vers 1915 | Musée Munch, Oslo, Norvège                               |
|       | Self-Portrait against Yellow Background       | Autoportrait sur fond jaune                          | huile sur toile                     |                | 1915      | Musée Munch, Oslo, Norvège                               |
|       | Self-Portrait with Hat and Overcoat           | Autoportrait avec chapeau et pardessus               | huile sur toile                     |                | 1915      | Musée Munch, Oslo, Norvège                               |
|       | Self-Portrait in Bergen                       | Autoportrait à Bergen                                | huile sur toile                     |                | 1916      | Musée Munch, Oslo, Norvège                               |
|       | Seated Man (possibly a self-portrait)         | Homme assis (peut-être un autoportrait)              | huile sur toile                     |                | 1918      | Localisation inconnue                                    |
|       | Self-Portrait with the Spanish Flu            | Autoportrait avec la grippe espagnole                | huile sur toile                     |                | 1919      | Behnhaus, Lübeck, Allemagne                              |
|       | Self-Portrait with the Spanish Flu            | Autoportrait avec la grippe espagnole                | huile sur toile                     | 150 × 131      | 1919      | Galerie nationale d'Oslo, Norvège                        |
|       | Self-Portrait after the Spanish Flu           | Autoportrait après la grippe espagnole               | huile sur toile                     | 150,5 × 131    | 1919      | Musée Munch, Oslo, Norvège                               |
|       | The artist and his Model. Jelousy Motif       | L'artiste et son modèle. Thème de la jalousie        | huile sur toile                     |                | 1920-1921 | Musée Munch, Oslo, Norvège                               |
|       | Self-Portrait. The Night Wanderer             | Autoportrait. Le promeneur nocturne                  | huile sur toile                     |                | 1923-1924 | Musée Munch, Oslo, Norvège                               |
|       | Self-Portrait at the Wedding Table            | Autoportrait à la table de la noce                   | huile sur toile                     |                | 1925-1926 | Musée Munch, Oslo, Norvège                               |
|       | The artist and his Model. Jelousy Motif       | Autoportrait à la table de la noce                   | huile sur toile                     |                | 1925-1926 | Musée Munch, Oslo, Norvège                               |
|       | Self-Portrait with Hand in Pocket             | Autoportrait avec la main dans la poche              | huile sur toile                     |                | 1925-1926 | Musée Munch, Oslo, Norvège                               |
|       | Self-Portrait with Dogs                       | Autoportrait avec chiens                             | huile sur toile                     |                | 1925-1926 | Pola Museum of Art, Hakone, Japon                        |
|       | Self-Portrait with Palette                    | Autoportrait avec palette                            | huile sur toile                     |                | 1926      | Collection privée                                        |
|       | Self-Portrait with Wounded Eye                | Autoportrait avec l'œil blessé                       | huile sur toile                     |                | vers 1930 | Musée Munch, Oslo, Norvège                               |
|       | Self-Portrait on the Glass Veranda            | Autoportrait à la véranda vitrée (M242)              | huile sur toile                     |                | 1930-1933 | Musée Munch, Oslo, Norvège                               |
|       | Self-Portrait on the Glass Veranda            | Autoportrait à la véranda vitrée (M245)              | huile et crayon sur panneau de bois |                | 1930-1933 | Musée Munch, Oslo, Norvège                               |
|       | Self-Portrait on the Glass Veranda            | Autoportrait à la véranda vitrée (M446)              | huile sur toile                     |                | 1930-1933 | Musée Munch, Oslo, Norvège                               |
|       | Self-Portrait with Bottles                    | Autoportrait avec bouteilles                         | huile sur toile                     |                | 1938 (?)  | Musée Munch, Oslo, Norvège                               |
|       | Self-Portrait by the window                   | Autoportrait à la fenêtre                            | huile sur toile                     |                | vers 1940 | Musée Munch, Oslo, Norvège                               |
|       | Self-Portrait, with a Cod’s Head on the Plate | Autoportrait avec une tête de morue sur une assiette | huile sur toile                     | 45,5 × 55      | 1940-1942 | Musée Munch, Oslo, Norvège                               |
|       | Self-Portrait in the garden, Ekely            | Autoportrait sans le jardin à Ekely                  | huile sur toile                     | 80 x 60        | 1942      | Musée Munch, Oslo, Norvège                               |
|       | Self-Portrait                                 | Autoportrait                                         | huile sur toile                     |                | 1940-1943 | Musée Munch, Oslo, Norvège                               |
|       | Self-Portrait. Between the Clock and the Bed  | Autoportrait entre la pendule et le lit              | huile sur toile                     | 149 × 120      | 1940-1943 | Musée Munch, Oslo, Norvège                               |
|       | Self-Portrait with Pastel Stick               |                                                      | huile sur toile                     |                | 1943      | Musée Munch, Oslo, Norvège                               |